# Loul Sessène
Loul Sessène est un village du Sénégal situé dans la région naturelle du Sine-Saloum, à l'Ouest du pays.

## Administration
C'est le chef-lieu de la communauté rurale de Loul Sessène, située dans l'arrondissement de Fimela, le département de Fatick et la région de Fatick.

## Histoire
Loul Sessène est situé sur le territoire de l'ancien royaume du Sine.
À l'époque précoloniale, le loul – titre de noblesse sérère – résidait toujours à Loul Sessène, une localité fondée par la famille Sène.

## Population
En 2003 la localité comptait 3 601 personnes et 407 ménages.